# Veïnat de Sangosta
Veïnat de Sangosta – miejscowość w Hiszpanii, w Katalonii, w prowincji Girona, w comarce Gironès, w gminie Cassà de la Selva.
Według danych INE z 2004 roku miejscowość zamieszkiwały 64 osoby.